# トルコ陸軍

トルコ陸軍の旗

トルコ陸軍（トルコ語: Türk Kara Kuvvetleri）はトルコ共和国の陸上国防体制の基礎となる陸軍組織である。

## 歴史
設立は第一次世界大戦の敗戦から始まる一連の動きにより1920年であり、第二次世界大戦ではドイツからの要請をかわし続けたために終結まで中立国だったが、冷戦初期から西側諸国として北大西洋条約機構（NATO）による集団的自衛権維持と、国益に沿う個別的自衛権行使を担当している。PKOなど国連関連の活動にも積極的に参加すると共に、近代的な装備を保有する世界全体で10位以内に入るとされる強大な戦力を持つ陸軍である。
東西冷戦時代初期からの集団安全保障体制であるNATO機構軍の原加盟国であると共に、キリスト教国以外で唯一のNATO加盟国として、総定員数約65万人を誇る陸軍組織によって広大な国土を防衛しており、国民皆兵制度を実施している強大な陸軍組織を持つ国家である。首都アンカラが所在するアナトリア半島はもちろんの事として、欧州側にも国土を保有する国として地政学的に非常となるNATO加盟国全域に対する重要な戦略的要衝としての役割を担っている。東ヨーロッパから黒海にかけての集団的自衛権行使によって、隣国ギリシャ軍と共に「バルカン半島の主要な西側反共国家」として、東西冷戦時代を通じて有効な抑止力で有り続けた。
現在は冷戦崩壊後の陸軍近代化に力を入れており、成人男子に対する徴兵制は第二次大戦前から一貫して維持しているが、21世紀初頭からは組織の効率化や新型国産戦車アルタイの製造開始など新時代に機動的に対応可能な国防力整備に力を入れている。第一次世界大戦でオスマン帝国が解体されて以来自主国防体制を強化してきたが、その後の第二次大戦では中立国家としていずれの陣営にも参戦しなかった。そして1950年頃からの本格的な冷戦構造到来と共にNATOに加盟し、西欧諸国以上に重要な役割を担った1960～1980年代には領海内での徹底的な国防体制を敷き、1990年代初頭にソビエト連邦の崩壊とユーゴスラビア紛争などを経て、東側諸国の冷戦敗北と西側諸国の勝利を実現するにあたり大きく貢献したとされる。
明確な国防方針と共に冷戦終結に至るまで一貫して西側諸国として独立を守ったトルコ共和国は、現在もドイツ連邦軍などと共にアメリカ軍とのニュークリア・シェアリング協定を締結している為に、実質的な核抑止力を保有している国家である。

## 装備

### 小火器

ハッキャリ山岳コマンド旅団の兵士

#### 拳銃・自動拳銃
- Yavuz 16
- Kılınç 2000
- H&K MP5

#### 自動小銃
- H&K G3A7/G3A7A1
- H&K HK33
- H&K HK416
- M16
- M4カービン
- AK-47

#### 散弾銃
- MKA 1919散弾銃

#### 狙撃銃
- KNT-308狙撃銃
- Istiglal対物狙撃銃

#### 機関銃
- MINIMI軽機関銃
- ラインメタルMG3

### 重火器
- M72 LAW
- ダネルMGL

### 車両

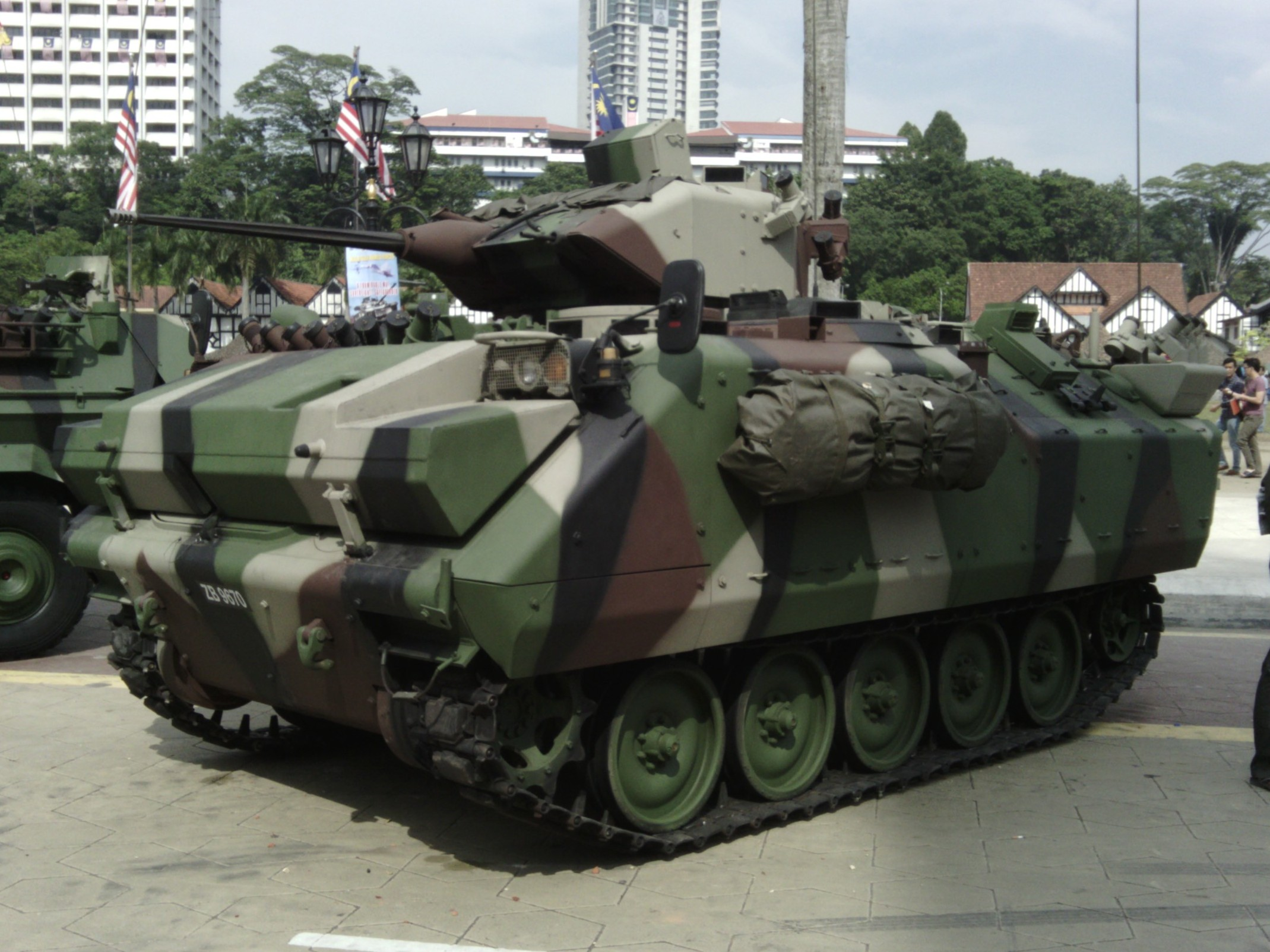
ACV-15

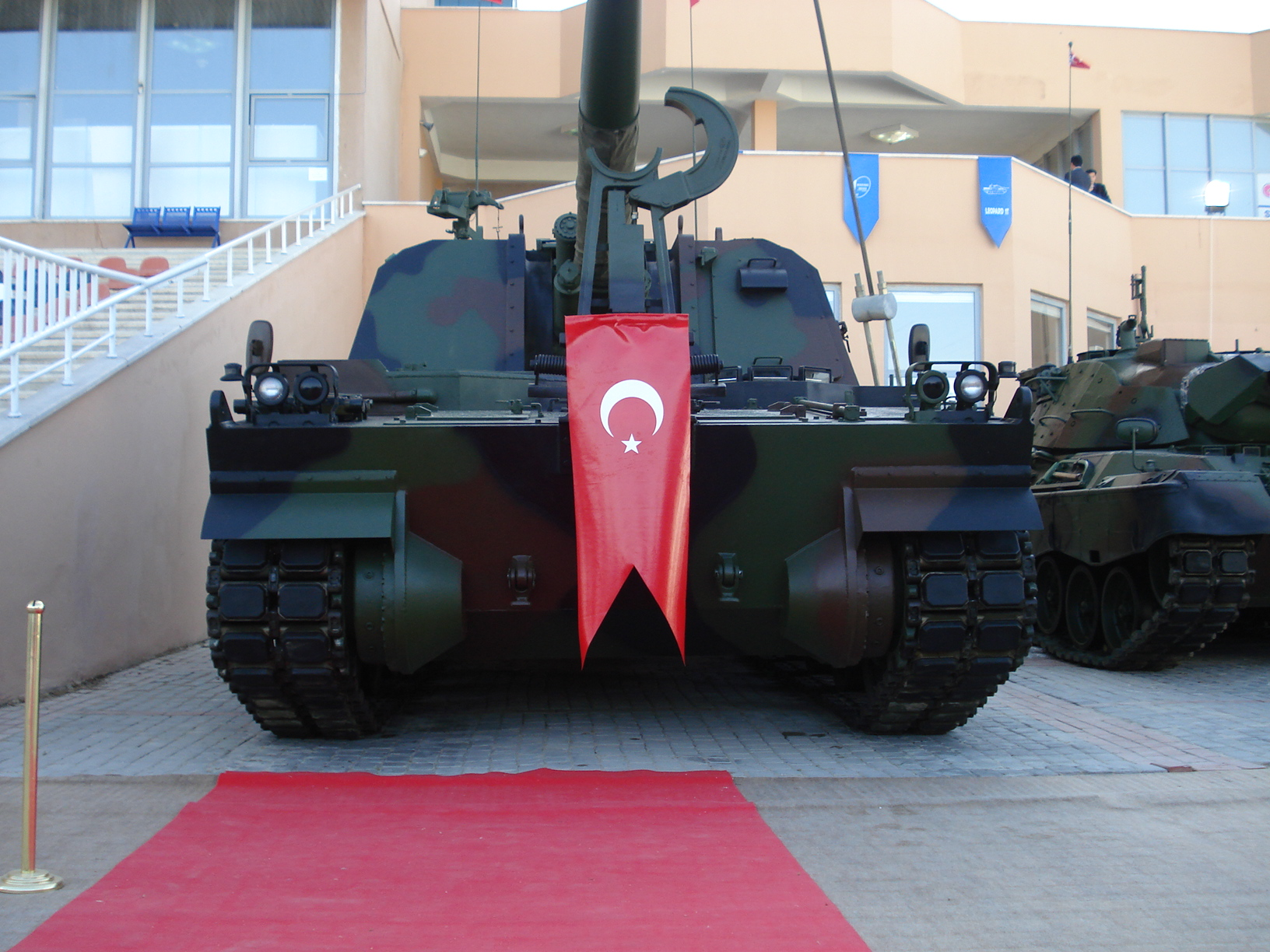
T-155 Firtina

#### 戦車
- レオパルト1
- レオパルト2
- M60パットン
- M60T (サブラ)
- アルタイ

#### 自走砲
- T-155 Firtina
- M42ダスター自走高射機関砲

#### 装甲車
- ACV-15（英語版）
- ACV-S
- BTR-80
- オトカ コブラ装甲車

### 火砲
- M114 155mm榴弾砲
- M110 203mm自走榴弾砲
- ボフォース 40mm機関砲
- ラインメタル Rh202

### 航空機

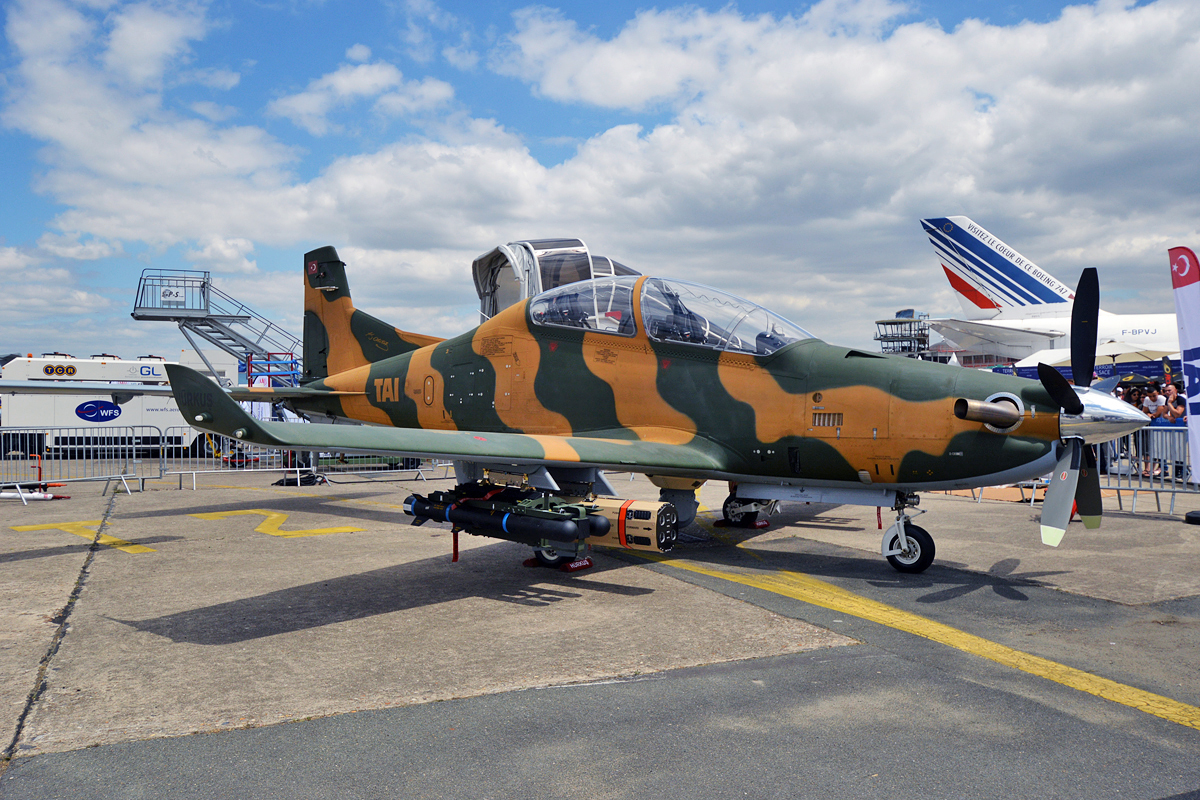
ヒュルクシュC COIN機（2017年）

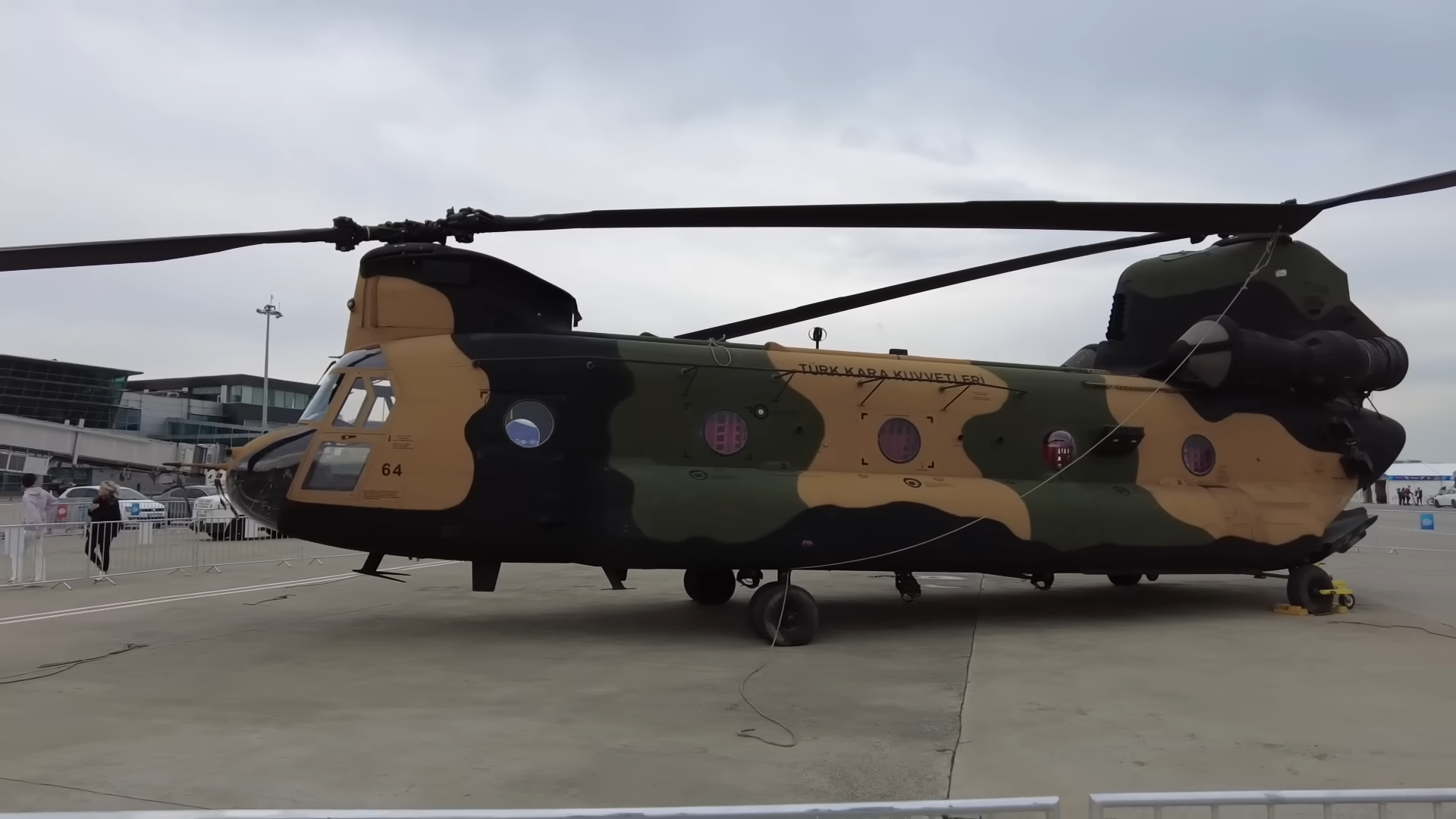
トルコ陸軍のCH-47（2023年）

2024年現在

#### 固定翼機
- ヒュルクシュC（英語版、トルコ語版）COIN機 - 12機（さらに12機を調達予定）
- ビーチクラフト キングエア200偵察機 - 8機
- セスナ 421（英語版） - 3機
- ビーチクラフト バロン - 5機

#### 戦闘ヘリコプター
- T129B ATAK - 58機（さらに41機を調達予定）
- AH-1P/S・AH-1W - 53機

#### ヘリコプター
- ベル 205 - 69機
- UH-1H - 86機
- ベル 206 - 22機
- シコルスキー S-70/TAI T-70 - 57機（さらに33機を調達予定）
- AW119T - 3機（さらに8機を調達予定）
- AS 532 - 27機
- CH-47F - 11機

### 無人航空機

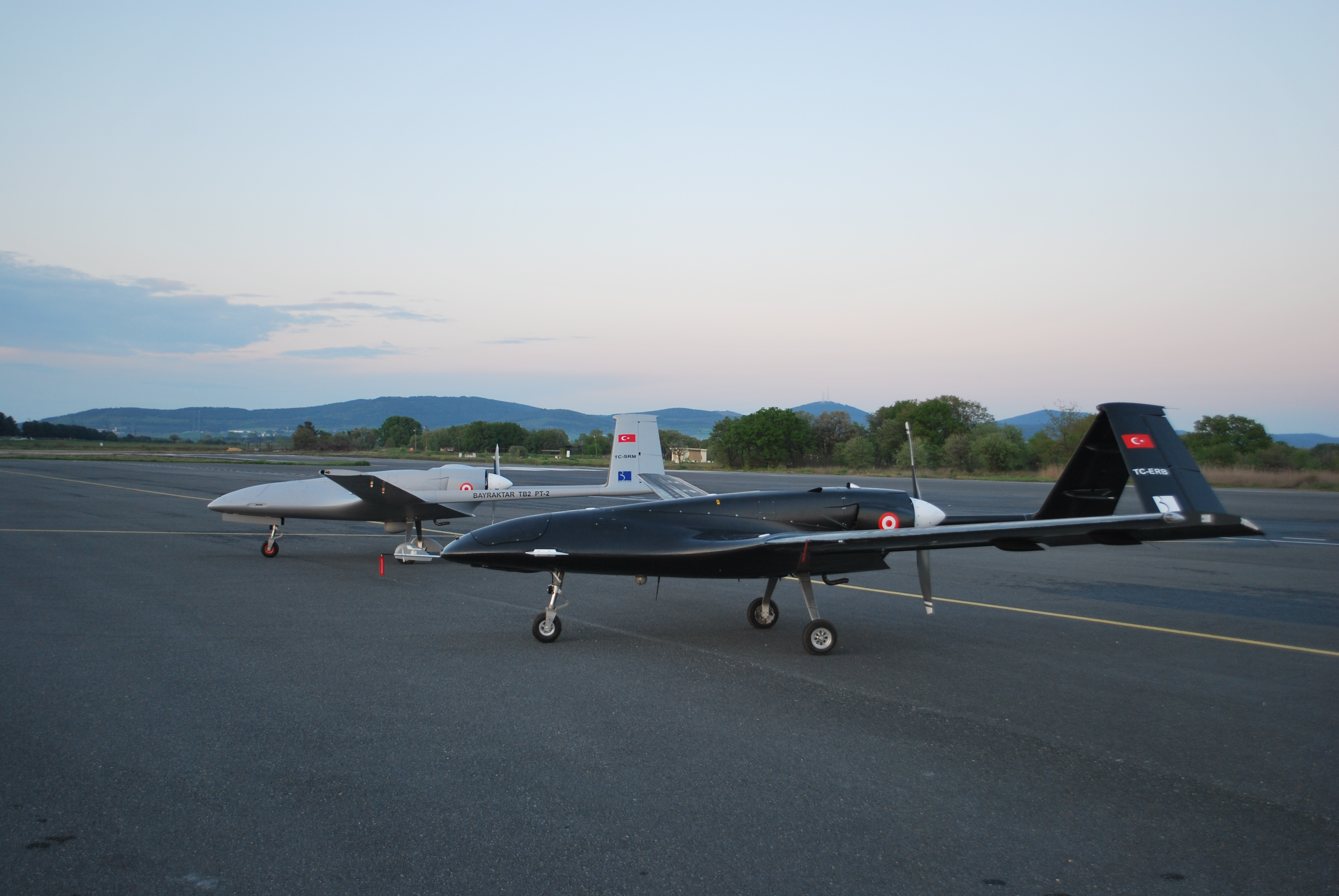
トルコ陸軍のバイラクタル TB2（2014年）

- バイカル ミニUAV
- バイラクタル TB2[1]
- IAI ヘロン